# Oulad Salmane
Oulad Salmane (àrab أولاد سلمان) és una comuna rural de la província de Safi de la regió de Marràqueix-Safi. Segons el cens de 2014 tenia una població total de 16.979 persones.